# Incidente di Sayama
L'incidente di Sayama (狭山事件?, Sayama Jiken) è stato un caso di omicidio avvenuto il 1º maggio 1963, che prende il nome dalla città di Sayama nella Prefettura di Saitama in Giappone. Un uomo di 24 anni venne giudicato colpevole del crimine e venne condannato a 31 anni di carcere, evidenziando la discriminazione da parte dei giapponesi della minoranza burakumin.

## L'omicidio

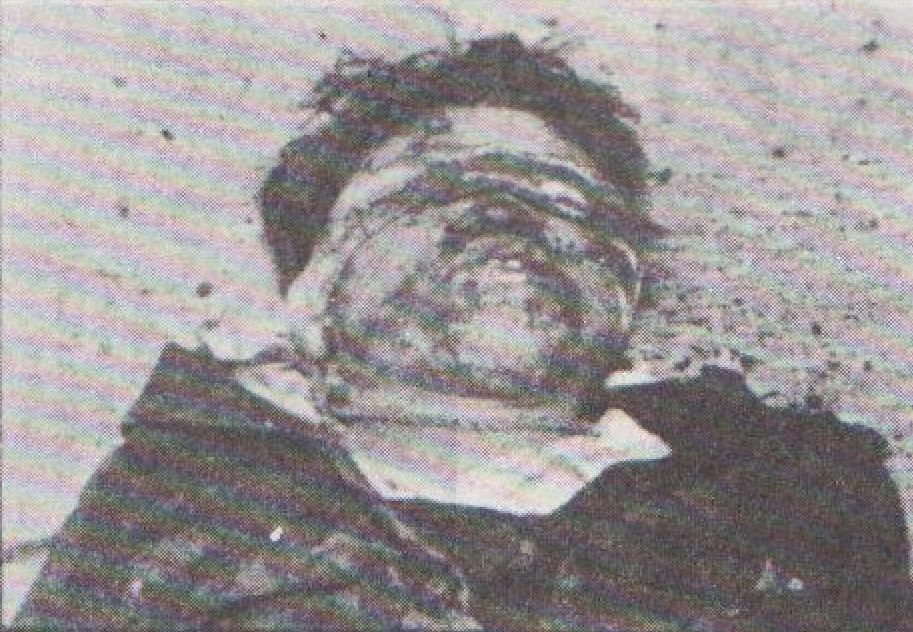
Il corpo della vittima

Il giorno del suo sedicesimo compleanno Yoshie Nakata (中田善枝?, Nakata Yoshie) scomparve mentre tornava a casa da scuola. Alla sera venne recapitata a casa sua una richiesta di riscatto: per la liberazione della ragazza venivano chiesti 200.000 ¥ (circa 4.000 € del 2021) che avrebbero dovuto essere portati alla mezzanotte del 2 maggio in un luogo vicino. Sua sorella maggiore portò la somma in banconote false presso il luogo designato, che era stato circondato dalla polizia. Arrivò un uomo che scambiò con la ragazza alcune parole, ma essendosi insospettito si allontanò subito, sfuggendo alla polizia.
La mattina del 4 maggio venne ritrovato il cadavere della vittima nei pressi di una fattoria. La polizia stabilì che la ragazza era stata violentata prima di essere uccisa. Il 6 maggio, il giorno prima del suo matrimonio, un uomo che abitava nello stesso quartiere dove si erano svolti gli avvenimenti si suicidò. Aveva lo stesso tipo di sangue che risultava dalle analisi dei residui biologici ritrovati sulla vittima, ma, dal momento che soffriva di disfunzione erettile, al tempo la polizia giunse alla conclusione che non poteva essere lo stupratore. La polizia, messa sotto pressione dalla stampa anche per un caso analogo avvenuto alcuni mesi prima, concentrò le indagini sugli appartenenti all'etnia burakumin, basandosi sul fatto che alcune tracce lasciate dall'assassino riconducevano ad allevamenti di suini, nei quali generalmente lavoravano i burakumin.

## L'arresto ed il processo
Il 23 maggio la polizia arrestò il ventunenne Kazuo Ishikawa (石川一雄?, Ishikawa Kazuo) per l'omicidio. Inizialmente l'uomo negò ogni addebito ma, il 20 giugno, confessò di avere rapito, violentato ed ucciso la ragazza, nonché un'altra serie di rapimenti.
In seguito Ishikawa ed i suoi sostenitori affermarono che la polizia aveva costretto l'imputato a rendere una falsa confessione con minacce e con l'isolamento di un mese. Inoltre, dal momento che Ishikawa era analfabeta, non venne informato del suo diritto di avere un avvocato e addirittura la "confessione" che poi fu costretto a firmare venne scritta per lui.
Come risultato, Kazuo Ishikawa venne riconosciuto colpevole del delitto e condannato a morte, pena in seguito commutata in ergastolo. Nel 1994 i difensori di Ishikawa ottennero la libertà vigilata e da quel momento l'uomo intraprese una serie di iniziative per cancellare l'etichetta di assassino dalla sua fedina penale. In sua difesa scesero anche numerosi gruppi per la tutela dei diritti umani, che sostenevano che il giudice avesse decretato la colpevolezza di Ishikawa solo per il fatto che egli era un burakumin. Nel 11 marzo 2025, Ishikawa morì durante il suo periodo di libertà vigilata, durante il quale richiese nuovo processo.
La sorella maggiore di Yoshie Nakata non si riprese più dai terribili avvenimenti e si suicidò poco dopo.